# Поля Станчева
Поля Николова Станчева е български журналист и политик.

## Биография
Поля Станчева е родена на 22 юли 1957 г. в София. През 1982 г. завършва лингвистика в Москва с английски, руски и шведски език. Има докторат по масмедии от Софийския университет „Климент Охридски“ на тема „Езикът на радиото и телевизията в периода на преход“. От 2001 до 2007 г. в два мандата е генерален директор на Българското национално радио. Преди това работи в БНТ и БНР. Става кандидат за кмет на район Лозенец от листата на ГЕРБ, но е победена от Прошко Прошков. След това е общински съветник от ГЕРБ в Столична община. Кандидат за вицепрезидент от „Ред, законност и справедливост“ на изборите през 2011 г. (заедно с кандидатът за президент Атанас Семов). От 2020 г. Поля Станчева е назначена за програмен директор на БНР.

### Критики и обвинения към нея
Докато е генерален директор на БНР, Станчева е обвинявана от служители на радиото за продължителните скъпи ремонти по сградите на БНР, резултатите от които ремонти били лоши.
През февруари 2007 г. Станчева наказва с последно предупреждение за уволнение кореспондент на радиото заради зададен въпрос към министъра на вътрешните работи Румен Петков. В отговор редакционната колегия на програма „Хоризонт“ прочита в ефир декларация, с която определя като недопустимо обслужването на външни интереси от страна на една обществена медия. Вследствие наказанието е отменено.